# Cultura da Síria
Cultura da Síria.

## Artes populares
A Síria conserva atividades artesanais tradicionais, como o trabalho em metal, ebanisteria, tafiletería e trabalhos em seda. Ainda se podem encontrar em Damasco, Hama e Alepo tecedores de seda trabalhando em seus teares de madeira, como faziam seus ancestrais em Ebla há tempos. Sopradores de vidro em fornos de cerâmica recordam a seus antepassados que inventaram como colorir o vidro há 3000 anos. Os artistas ainda desenham heróis épicos quase idênticos aos que estão gravados nas pedras por seus antepassados do ano 3000 a.C.

## Arquitetura
No terreno arqueológico Síria conta com uma importante história. Entre 660 e 750, Damasco viveu uma idade de ouro com a Dinastia dos Omeyas que determinou a aparição de um grandioso estilo arquitetónico composto, que combinava influencias antigas e bizantinas com tradições sírias e mesopotâmicas.
A arquitetura civil atingiu um refinamento inigualado quando os turcos estenderam sua hegemonia sobre Síria no século XVI. A arte da corte otomana outorga preponderância a decoração, que mistura delicados motivos vegetais com caligrafias sutis.

## Acontecimentos Culturais
Durante todo ano se celebram na Síria acontecimentos culturais interessantes. Exposições, leituras e seminários são propostos nas Universidades, museus e centros culturais. A pintura e escultura dos artistas locais são expostos em galerias privadas em todo país. Entre os artistas de renome figura o pintor Fateh Mudarress, Turki Mahmud Beyk, Naim Ismail, Maysoun al-Jazairi, Mahmud Hammad y Abd al-Qader Arnaout entre outros.
A repressão política manteve a produção literária quase morta. Com exceção ao autodidata Zakariya Tamir, que viveu em exílio em Londres desde 1978. Sua obra gira em torno da vida diária na cidade, marcada pela frustração e desespero nascidas da opressão social.
Um grande número de festivais musicais acorrem regularmente na Síria. Destaca-se o Festival de Música de Câmara de Palmira. A televisão conta com dois canais, um em árabe e outro inglês e francês. Além de jornais em árabe, existem jornais locais em inglês